# Cousinia kornhuberi
Cousinia kornhuberi là một loài thực vật có hoa trong họ Cúc. Loài này được Heimerl mô tả khoa học đầu tiên năm 1885.